# Книрр, Генрих
Генрих Книрр (нем. Heinrich Knirr; 2 сентября 1862, Панчова, ныне Сербия — 26 мая 1944, Штаудах, Бавария) — немецкий художник.
Учился живописи в Венской академии художеств у Кристиана Грипенкерля и Карла Вурцингера, затем в Мюнхенской академии художеств у Габриэля фон Хакля и Людвига Лёфтца. В 1888—1914 г. держал частную школу живописи в Мюнхене, где учились, в частности, Эдмунд Штеппес, Эмиль Орлик и Пауль Клее. С 1898 по 1910 год он также преподавал в Мюнхенской академии.
Наибольшей известности Книрр достиг в годы Третьего рейха. Выполненный им парадный портрет Гитлера (1935), предназначенный для открытия ежегодной Большой Германской выставки искусств в Мюнхене, стал одним из наиболее признанных официальных изображений фюрера; Книрр также написал посмертный портрет матери Гитлера.